# Danh sách đĩa đơn quán quân bảng xếp hạng phát thanh tại Đức
German Airplay Chart (tạm dịch: Bảng xếp hạng phát thanh Đức) được xuất bản hàng tuần bởi công ty Nielsen. Trên bảng xếp hạng này có chứa những bài hát được chơi trên các chương trình phát thanh chính thức.

## Những kỷ lục

### Thành tích

#### Trụ vững vị trí quán quân nhiều tuần nhất
13 tuần
- Nelly Furtado – "Say It Right" (2007), không liên tiếp

9 tuần
- Leona Lewis – "Bleeding Love" (2008), không liên tiếp
- Robbie Williams – "Bodies" (2009)

8 tuần
- Daniel Powter – "Bad Day" (2005)
- Pink – "So What" (2008)

7 tuần
- Robbie Williams – "Tripping" (2005)
- Madonna – "Hung Up" (2005), không liên tiếp
- Nelly Furtado – "All Good Things (Come to an End)" (2006/2007), không liên tiếp
- James Blunt – "1973" (2007), không liên tiếp
- Timbaland hợp tác với OneRepublic – "Apologize" (2007/2008)

### Những kỷ lục của nghệ sĩ

#### Trụ vững vị trí quán quân nhiều tuần nhất
25 tuần
- Nelly Furtado
- Robbie Williams
- Pink

19 tuần
- Katy Perry

16 tuần
- Madonna

#### Nghệ sĩ có nhiều đĩa đơn quán quân nhất
9
- Pink: "Stupid Girls", "Who Knew", "So What", "Sober", "Please Don't Leave Me", "Funhouse", "I Don't Believe You", "Bad Influence", "Raise Your Glass"

5
- Robbie Williams: "Misunderstood", "Tripping", "Advertising Space", "Sin Sin Sin", "Bodies"
- Katy Perry: "I Kissed a Girl", "Hot n Cold", "Waking Up in Vegas", "California Gurls", "Teenage Dream"

4
- James Blunt: "High", "Wisemen", "1973", "Stay the Night"
- Madonna: "Hung Up", "Sorry", 4 Minutes", "Miles Away"
- Nelly Furtado: "All Good Things (Come to an End)", "Say It Right", "Broken Strings", "Manos al Aire"
- OneRepublic: "Apologize", "Stop And Stare", "Secrets (bài hát của OneRepublic)", "All the Right Moves"
- Reamonn: "Promise (You and Me)", "Tonight (bài hát của Reamonn)", "Through the Eyes of a Child", "Moments Like This"

3
- Green Day: "Boulevard of Broken Dreams", "Wake Me Up When September Ends", "21 Guns"
- Juli: "Geile Zeit", "Regen und Meer", "Dieses Leben"
- Kelly Clarkson: "Bacause of You", "Breakaway", "My Life Would Suck Without You"
- Nickelback: "Far Away (bài hát của Nickelback)", "If Everyone Cared", "Rockstar"
- Silbermond: "Unendlich", "Das Beste", "Irgendwas bleibt"

## Bài hát quán quân trong năm
Những ca khúc dưới đây cũng giành vị trí quán quân trên bảng xếp hạng German Singles Chart.

### 2005
| Tuần | Bài hát                          | Nghệ sĩ             |
| ---- | -------------------------------- | ------------------- |
| 1    | "Misunderstood"                  | Robbie Williams     |
| 2    | "Und wenn ein Lied..."           | Söhne Mannheims     |
| 3    | "Geile Zeit"                     | Juli                |
| 4    | "Geile Zeit"                     | Juli                |
| 5    | "Boulevard of Broken Dreams"     | Green Day           |
| 6    | "Unwritten"                      | Natasha Bedingfield |
| 7    | "Unwritten"                      | Natasha Bedingfield |
| 8    | "Unwritten"                      | Natasha Bedingfield |
| 9    | "Unwritten"                      | Natasha Bedingfield |
| 10   | "Unwritten"                      | Natasha Bedingfield |
| 11   | "Liebe ist"                      | Nena                |
| 12   | "Liebe ist"                      | Nena                |
| 13   | "Liebe ist"                      | Nena                |
| 14   | "From Zero to Hero"              | Sarah Connor        |
| 15   | "Let Me Love You"                | Mario               |
| 16   | "Let Me Love You"                | Mario               |
| 17   | "Next Best Superstar"            | Melanie C           |
| 18   | "Next Best Superstar"            | Melanie C           |
| 19   | "Shiver"                         | Natalie Imbruglia   |
| 20   | "Shiver"                         | Natalie Imbruglia   |
| 21   | "Regen und Meer"                 | Juli                |
| 22   | "Regen und Meer"                 | Juli                |
| 23   | "Lonely No More"                 | Rob Thomas          |
| 24   | "Lonely No More"                 | Rob Thomas          |
| 25   | "Speed of Sound"                 | Coldplay            |
| 26   | "Bad Day"                        | Daniel Powter       |
| 27   | "Bad Day"                        | Daniel Powter       |
| 28   | "Bad Day"                        | Daniel Powter       |
| 29   | "Bad Day"                        | Daniel Powter       |
| 30   | "Bad Day"                        | Daniel Powter       |
| 31   | "Bad Day"                        | Daniel Powter       |
| 32   | "Bad Day"                        | Daniel Powter       |
| 33   | "Bad Day"                        | Daniel Powter       |
| 34   | "Wake Me Up When September Ends" | Green Day           |
| 35   | "Don't Lie"                      | Black Eyed Peas     |
| 36   | "Wake Me Up When September Ends" | Green Day           |
| 37   | "Don't Lie"                      | Black Eyed Peas     |
| 38   | "Tripping"                       | Robbie Williams     |
| 39   | "Tripping"                       | Robbie Williams     |
| 40   | "Tripping"                       | Robbie Williams     |
| 41   | "Tripping"                       | Robbie Williams     |
| 42   | "Tripping"                       | Robbie Williams     |
| 43   | "Tripping"                       | Robbie Williams     |
| 44   | "Tripping"                       | Robbie Williams     |
| 45   | "Hung Up"                        | Madonna             |
| 46   | "Hung Up"                        | Madonna             |
| 47   | "Hung Up"                        | Madonna             |
| 48   | "Hung Up"                        | Madonna             |
| 49   | "Hung Up"                        | Madonna             |
| 50   | "Hung Up"                        | Madonna             |
| 51   | "Advertising Space"              | Robbie Williams     |
| 52   | "Advertising Space"              | Robbie Williams     |

### 2006
| Tuần | Bài hát                            | Nghệ sĩ                         |
| ---- | ---------------------------------- | ------------------------------- |
| 1    | "Advertising Space"                | Robbie Williams                 |
| 2    | "Advertising Space"                | Robbie Williams                 |
| 3    | "Hung Up"                          | Madonna                         |
| 4    | "High"                             | James Blunt                     |
| 5    | "High"                             | James Blunt                     |
| 6    | "Far Away"                         | Nickelback                      |
| 7    | "High"                             | James Blunt                     |
| 8    | "High"                             | James Blunt                     |
| 9    | "Sorry"                            | Madonna                         |
| 10   | "Sorry"                            | Madonna                         |
| 11   | "Sorry"                            | Madonna                         |
| 12   | "Sorry"                            | Madonna                         |
| 13   | "Because of You"                   | Kelly Clarkson                  |
| 14   | "Stupid Girls"                     | Pink                            |
| 15   | "Stupid Girls"                     | Pink                            |
| 16   | "Promise (You and Me)"             | Reamonn                         |
| 17   | "Because of You"                   | Kelly Clarkson                  |
| 18   | "Unendlich"                        | Silbermond                      |
| 19   | "Because of You"                   | Kelly Clarkson                  |
| 20   | "Hips Don't Lie"                   | Shakira hợp tác với Wyclef Jean |
| 21   | "Hips Don't Lie"                   | Shakira hợp tác với Wyclef Jean |
| 22   | "Hips Don't Lie"                   | Shakira hợp tác với Wyclef Jean |
| 23   | "Sin Sin Sin"                      | Robbie Williams                 |
| 24   | "Sin Sin Sin"                      | Robbie Williams                 |
| 25   | "Sin Sin Sin"                      | Robbie Williams                 |
| 26   | "Who Knew"                         | Pink                            |
| 27   | "Hips Don't Lie"                   | Shakira hợp tác với Wyclef Jean |
| 28   | "Hips Don't Lie"                   | Shakira hợp tác với Wyclef Jean |
| 29   | "Hips Don't Lie"                   | Shakira hợp tác với Wyclef Jean |
| 30   | "Tonight"                          | Reamonn                         |
| 31   | "Tonight"                          | Reamonn                         |
| 32   | "Tonight"                          | Reamonn                         |
| 33   | "Breakaway"                        | Kelly Clarkson                  |
| 34   | "Breakaway"                        | Kelly Clarkson                  |
| 35   | "Breakaway"                        | Kelly Clarkson                  |
| 36   | "Wisemen"                          | James Blunt                     |
| 37   | "Wisemen"                          | James Blunt                     |
| 38   | "Tonight"                          | Reamonn                         |
| 39   | "Dieses Leben"                     | Juli                            |
| 40   | "Dieses Leben"                     | Juli                            |
| 41   | "Dieses Leben"                     | Juli                            |
| 42   | "Dieses Leben"                     | Juli                            |
| 43   | "Dieses Leben"                     | Juli                            |
| 44   | "Das Beste"                        | Silbermond                      |
| 45   | "Das Beste"                        | Silbermond                      |
| 46   | "Patience"                         | Take That                       |
| 47   | "Hurt"                             | Christina Aguilera              |
| 48   | "Was wir alleine nicht schaffen"   | Xavier Naidoo                   |
| 49   | "All Good Things (Come to an End)" | Nelly Furtado                   |
| 50   | "All Good Things (Come to an End)" | Nelly Furtado                   |
| 51   | "All Good Things (Come to an End)" | Nelly Furtado                   |
| 52   | "All Good Things (Come to an End)" | Nelly Furtado                   |

### 2007
| Tuần | Bài hát                               | Nghệ sĩ                           |
| ---- | ------------------------------------- | --------------------------------- |
| 1    | "Shame"                               | Monrose                           |
| 2    | "If Everyone Cared"                   | Nickelback                        |
| 3    | "All Good Things (Come to an End)"    | Nelly Furtado                     |
| 4    | "All Good Things (Come to an End)"    | Nelly Furtado                     |
| 5    | "All Good Things (Come to an End)"    | Nelly Furtado                     |
| 6    | "Lied 1 – Stück vom Himmel"           | Herbert Grönemeyer                |
| 7    | "Lied 1 – Stück vom Himmel"           | Herbert Grönemeyer                |
| 8    | "Lied 1 – Stück vom Himmel"           | Herbert Grönemeyer                |
| 9    | "Lied 1 – Stück vom Himmel"           | Herbert Grönemeyer                |
| 10   | "Lied 1 – Stück vom Himmel"           | Herbert Grönemeyer                |
| 11   | "Say It Right"                        | Nelly Furtado                     |
| 12   | "Say It Right"                        | Nelly Furtado                     |
| 13   | "Say It Right"                        | Nelly Furtado                     |
| 14   | "Say It Right"                        | Nelly Furtado                     |
| 15   | "What Goes Around.../...Comes Around" | Justin Timberlake                 |
| 16   | "Say It Right"                        | Nelly Furtado                     |
| 17   | "Say It Right"                        | Nelly Furtado                     |
| 18   | "Say It Right"                        | Nelly Furtado                     |
| 19   | "Say It Right"                        | Nelly Furtado                     |
| 20   | "Say It Right"                        | Nelly Furtado                     |
| 21   | "Say It Right"                        | Nelly Furtado                     |
| 22   | "Say It Right"                        | Nelly Furtado                     |
| 23   | "Makes Me Wonder"                     | Maroon 5                          |
| 24   | "Makes Me Wonder"                     | Maroon 5                          |
| 25   | "Say It Right"                        | Nelly Furtado                     |
| 26   | "Umbrella"                            | Rihanna hợp tác với Jay-Z         |
| 27   | "Say It Right"                        | Nelly Furtado                     |
| 28   | "4 in the Morning"                    | Gwen Stefani                      |
| 29   | "4 in the Morning"                    | Gwen Stefani                      |
| 30   | "Big Girls Don't Cry"                 | Fergie                            |
| 31   | "Big Girls Don't Cry"                 | Fergie                            |
| 32   | "Big Girls Don't Cry"                 | Fergie                            |
| 33   | "Rockstar"                            | Nickelback                        |
| 34   | "1973"                                | James Blunt                       |
| 35   | "1973"                                | James Blunt                       |
| 36   | "1973"                                | James Blunt                       |
| 37   | "1973"                                | James Blunt                       |
| 38   | "1973"                                | James Blunt                       |
| 39   | "1973"                                | James Blunt                       |
| 40   | "Hey There Delilah"                   | Plain White T's                   |
| 41   | "1973"                                | James Blunt                       |
| 42   | "When Did Your Heart Go Missing?"     | Rooney                            |
| 43   | "When Did Your Heart Go Missing?"     | Rooney                            |
| 44   | "About You Now"                       | Sugababes                         |
| 45   | "About You Now"                       | Sugababes                         |
| 46   | "About You Now"                       | Sugababes                         |
| 47   | "Apologize"                           | Timbaland hợp tác với OneRepublic |
| 48   | "Apologize"                           | Timbaland hợp tác với OneRepublic |
| 49   | "Apologize"                           | Timbaland hợp tác với OneRepublic |
| 50   | "Apologize"                           | Timbaland hợp tác với OneRepublic |
| 51   | "Apologize"                           | Timbaland hợp tác với OneRepublic |
| 52   | "Apologize"                           | Timbaland hợp tác với OneRepublic |

### 2008
| Tuần | Bài hát                       | Nghệ sĩ                               |
| ---- | ----------------------------- | ------------------------------------- |
| 1    | "Apologize"                   | Timbaland hợp tác với OneRepublic     |
| 2    | "Bleeding Love"               | Leona Lewis                           |
| 3    | "Bleeding Love"               | Leona Lewis                           |
| 4    | "Bleeding Love"               | Leona Lewis                           |
| 5    | "Bleeding Love"               | Leona Lewis                           |
| 6    | "Bleeding Love"               | Leona Lewis                           |
| 7    | "Early Winter"                | Gwen Stefani                          |
| 8    | "I'll Be Waiting"             | Lenny Kravitz                         |
| 9    | "Bleeding Love"               | Leona Lewis                           |
| 10   | "Bleeding Love"               | Leona Lewis                           |
| 11   | "Bleeding Love"               | Leona Lewis                           |
| 12   | "Bleeding Love"               | Leona Lewis                           |
| 13   | "Stop And Stare"              | OneRepublic                           |
| 14   | "Stop And Stare"              | OneRepublic                           |
| 15   | "Stop And Stare"              | OneRepublic                           |
| 16   | "Stop And Stare"              | OneRepublic                           |
| 17   | "Mercy"                       | Duffy                                 |
| 18   | "4 Minutes"                   | Madonna hợp tác với Justin Timberlake |
| 19   | "4 Minutes"                   | Madonna hợp tác với Justin Timberlake |
| 20   | "4 Minutes"                   | Madonna hợp tác với Justin Timberlake |
| 21   | "Love Song"                   | Sara Bareilles                        |
| 22   | "Love Song"                   | Sara Bareilles                        |
| 23   | "Love Song"                   | Sara Bareilles                        |
| 24   | "Love Song"                   | Sara Bareilles                        |
| 25   | "Helden 2008"                 | Revolverheld                          |
| 26   | "Helden 2008"                 | Revolverheld                          |
| 27   | "Better in Time"              | Leona Lewis                           |
| 28   | "Mercy"                       | Duffy                                 |
| 29   | "Viva la Vida"                | Coldplay                              |
| 30   | "Viva la Vida"                | Coldplay                              |
| 31   | "Viva la Vida"                | Coldplay                              |
| 32   | "Viva la Vida"                | Coldplay                              |
| 33   | "Viva la Vida"                | Coldplay                              |
| 34   | "Viva la Vida"                | Coldplay                              |
| 35   | "I Kissed a Girl"             | Katy Perry                            |
| 36   | "I Kissed a Girl"             | Katy Perry                            |
| 37   | "So What"                     | Pink                                  |
| 38   | "So What"                     | Pink                                  |
| 39   | "So What"                     | Pink                                  |
| 40   | "So What"                     | Pink                                  |
| 41   | "So What"                     | Pink                                  |
| 42   | "So What"                     | Pink                                  |
| 43   | "So What"                     | Pink                                  |
| 44   | "So What"                     | Pink                                  |
| 45   | "Through the Eyes of a Child" | Reamonn                               |
| 46   | "Through the Eyes of a Child" | Reamonn                               |
| 47   | "Miles Away"                  | Madonna                               |
| 48   | "Miles Away"                  | Madonna                               |
| 49   | "Hot n Cold"                  | Katy Perry                            |
| 50   | "Hot n Cold"                  | Katy Perry                            |
| 51   | "Hot n Cold"                  | Katy Perry                            |
| 52   | "Sober"                       | Pink                                  |

### 2009
| Tuần | Bài hát                          | Nghệ sĩ                                  |
| ---- | -------------------------------- | ---------------------------------------- |
| 1    | "Sober"                          | Pink                                     |
| 2    | "Sober"                          | Pink                                     |
| 3    | "Broken Strings"                 | James Morrison hợp tác với Nelly Furtado |
| 4    | "Broken Strings"                 | James Morrison hợp tác với Nelly Furtado |
| 5    | "Broken Strings"                 | James Morrison hợp tác với Nelly Furtado |
| 6    | "Broken Strings"                 | James Morrison hợp tác với Nelly Furtado |
| 7    | "Irgendwas bleibt"               | Silbermond                               |
| 8    | "Irgendwas bleibt"               | Silbermond                               |
| 9    | "Irgendwas bleibt"               | Silbermond                               |
| 10   | "Irgendwas bleibt"               | Silbermond                               |
| 11   | "Irgendwas bleibt"               | Silbermond                               |
| 12   | "Irgendwas bleibt"               | Silbermond                               |
| 13   | "My Life Would Suck Without You" | Kelly Clarkson                           |
| 14   | "My Life Would Suck Without You" | Kelly Clarkson                           |
| 15   | "Ayo Technology"                 | Milow                                    |
| 16   | "Ayo Technology"                 | Milow                                    |
| 17   | "Please Don't Leave Me"          | Pink                                     |
| 18   | "Please Don't Leave Me"          | Pink                                     |
| 19   | "Please Don't Leave Me"          | Pink                                     |
| 20   | "Please Don't Leave Me"          | Pink                                     |
| 21   | "Please Don't Leave Me"          | Pink                                     |
| 22   | "The Whole Story"                | Sunrise Avenue                           |
| 23   | "Ayo Technology"                 | Milow                                    |
| 24   | "Ayo Technology"                 | Milow                                    |
| 25   | "Moments Like This"              | Reamonn                                  |
| 26   | "Moments Like This"              | Reamonn                                  |
| 27   | "Moments Like This"              | Reamonn                                  |
| 28   | "Waking Up in Vegas"             | Katy Perry                               |
| 29   | "Waking Up in Vegas"             | Katy Perry                               |
| 30   | "Waking Up in Vegas"             | Katy Perry                               |
| 31   | "21 Guns"                        | Green Day                                |
| 32   | "21 Guns"                        | Green Day                                |
| 33   | "21 Guns"                        | Green Day                                |
| 34   | "21 Guns"                        | Green Day                                |
| 35   | "21 Guns"                        | Green Day                                |
| 36   | "Manos al Aire"                  | Nelly Furtado                            |
| 37   | "Funhouse"                       | Pink                                     |
| 38   | "Bodies"                         | Robbie Williams                          |
| 39   | "Bodies"                         | Robbie Williams                          |
| 40   | "Bodies"                         | Robbie Williams                          |
| 41   | "Bodies"                         | Robbie Williams                          |
| 42   | "Bodies"                         | Robbie Williams                          |
| 43   | "Bodies"                         | Robbie Williams                          |
| 44   | "Bodies"                         | Robbie Williams                          |
| 45   | "Bodies"                         | Robbie Williams                          |
| 46   | "Bodies"                         | Robbie Williams                          |
| 47   | "Secrets"                        | OneRepublic                              |
| 48   | "Pflaster"                       | Ich + Ich                                |
| 49   | "Pflaster"                       | Ich + Ich                                |
| 50   | "Pflaster"                       | Ich + Ich                                |
| 51   | "I Will Love You Monday (365)"   | Aura Dione                               |
| 52   | "I Don't Believe You"            | Pink                                     |
| 53   | "I Don't Believe You"            | Pink                                     |

### 2010
| Tuần | Bài hát                 | Nghệ sĩ                           |
| ---- | ----------------------- | --------------------------------- |
| 1    | "Secrets"               | OneRepublic                       |
| 2    | "I Like"                | Keri Hilson                       |
| 3    | "Fireflies"             | Owl City                          |
| 4    | "Fireflies"             | Owl City                          |
| 5    | "Fireflies"             | Owl City                          |
| 6    | "Fireflies"             | Owl City                          |
| 7    | "Fireflies"             | Owl City                          |
| 8    | "Fight for This Love"   | Cheryl Cole                       |
| 9    | "Fight for This Love"   | Cheryl Cole                       |
| 10   | "Fight for This Love"   | Cheryl Cole                       |
| 11   | "Fight for This Love"   | Cheryl Cole                       |
| 12   | "All the Right Moves"   | OneRepublic                       |
| 13   | "All the Right Moves"   | OneRepublic                       |
| 14   | "Satellite"             | Lena                              |
| 15   | "Satellite"             | Lena                              |
| 16   | "Bad Influence"         | Pink                              |
| 17   | "Bad Influence"         | Pink                              |
| 18   | "Whataya Want from Me"  | Adam Lambert                      |
| 19   | "Whataya Want from Me"  | Adam Lambert                      |
| 20   | "Whataya Want from Me"  | Adam Lambert                      |
| 21   | "Whataya Want from Me"  | Adam Lambert                      |
| 22   | "Whataya Want from Me"  | Adam Lambert                      |
| 23   | "California Gurls"      | Katy Perry hợp tác với Snoop Dogg |
| 24   | "California Gurls"      | Katy Perry hợp tác với Snoop Dogg |
| 25   | "California Gurls"      | Katy Perry hợp tác với Snoop Dogg |
| 26   | "California Gurls"      | Katy Perry hợp tác với Snoop Dogg |
| 27   | "California Gurls"      | Katy Perry hợp tác với Snoop Dogg |
| 28   | "California Gurls"      | Katy Perry hợp tác với Snoop Dogg |
| 29   | "Alejandro"             | Lady Gaga                         |
| 30   | "Alejandro"             | Lady Gaga                         |
| 31   | "Alejandro"             | Lady Gaga                         |
| 32   | "Alejandro"             | Lady Gaga                         |
| 33   | "We No Speak Americano" | Yolanda Be Cool & DCUP            |
| 34   | "Wonderful Life"        | Hurts                             |
| 35   | "Wonderful Life"        | Hurts                             |
| 36   | "Wonderful Life"        | Hurts                             |
| 37   | "Teenage Dream"         | Katy Perry                        |
| 38   | "Teenage Dream"         | Katy Perry                        |
| 39   | "Teenage Dream"         | Katy Perry                        |
| 40   | "Teenage Dream"         | Katy Perry                        |
| 41   | "Teenage Dream"         | Katy Perry                        |
| 42   | "Stay the Night"        | James Blunt                       |
| 43   | "Raise Your Glass"      | Pink                              |